# Калверт, Бенедикт, 4-й барон Балтимор
Бенедикт Калверт, 4-й барон Балтимор (англ. Benedict Calvert, 4th Baron Baltimore; 21 марта 1679 — 16 апреля 1715) — английский аристократ и пэр, формальный губернатор Мэриленда (1684—1688), барон Балтимор (1715).

## Биография
Бенедикт Калверт был вторым сыном Чарльза Калверта, 3-й барона Балтимор и его второй жены Джейн Лоу. В возрасте 5 лет его отец, который был губернатором Мэриленда, назначил его на эту должность. Руководство Мэрилендом было формальным, поскольку фактически колонией управлял его заместитель Генри Дарнэлл, а Бенедикт и его родственники, включая родителей, вернулись в Англию.
После «Славной революции», в ходе которой был свергнут король Яков II Стюарт, колония Мэриленд перешла под власть протестантов. В 1690 году Бенедикт был зачислен в Грейс-Инн, но из-за католического вероисповедания уехал во Францию, где проживал до 1698 года, пока не вернулся в Англию.
В 1713 году перешёл в англиканство, что вызвало недовольство его отца, который прекратил его финансовую поддержку. В 1714 году Бенедикт был избран в парламент от Харвича, но в заседаниях не участвовал. После смерти отца унаследовал его титул, став 4-м бароном Балтимор, но 16 апреля 1715 года умер, в возрасте 36 лет, пережив отца на два месяца.

## Семья
2 января 1699 года женился на Шарлотте Ли (13 марта 1678 — 22 января 1721), старшей дочери Эдварда Ли, 1-й графа Личфилд и Шарлотты Фицрой, внебрачной дочери короля Карла II. Супруги развелись в 1705 году, у них было 8 детей (4 сына и 4 дочери):
- Чарльз Клаверт (29 сентября 1699 — 24 апреля 1751) — 5-й барон Балтимор (1715—1751), губернатор Мэриленда (1732—1733), лорд-адмирал (1742—1744);
- Бенедикт Леонард Калверт[англ.] (20 сентября 1700 – 1 июня 1732) — губернатор Мэриленда (1727—1731);
- Эдвард Генри Калверт (31 августа 1701 — 1730) — генеральный комиссар и глава Губернаторского совета;
- Сесил Калверт (6 ноября 1702 — 1765);
- Шарлотта Калверт (6 ноября 1702 — декабрь 1744), вышла замуж за Томаса Бреревуда;
- Джейн Калверт (19 июля 1703 — июль 1778) вышла замуж 4 мая 1720 года за Джона Хайда (1695–1746), от которого у нее было много детей;
- Барбара Калверт (1704–1704), умерла во младенчестве
- Анна Калверт (?);